# آرثر رودولف هانتش
آرثر رودولف هانتش (بالألمانية: Arthur Rudolf Hantzsch) (مواليد 4 مارس 1857-14 مارس 1935)،هو عالم كيمياء ألماني، ولد في مدينة درسدن.

## حياته
درس هانتش الكيمياء في مدينة درسدن الألمانية وتخرج من جامعة فورتسبورغ.
عمل كأستاذ في جامعة زيورخ،جامعة فورتسبورغ وجامعة لايبتزغ.سمي اصطناع هانتش للبيريدين على اسمه.

## روابط خارجية
- آرثر رودولف هانتش على موقع الموسوعة البريطانية (الإنجليزية)